# アッペンツェラ (小惑星)
アッペンツェラ (1768 Appenzella) は、小惑星帯の小惑星。パウル・ヴィルトがスイスのツィンマーヴァルトで発見した。
スイス、アッペンツェル・インナーローデン準州の地名アッペンツェルから命名された。